# Berliner SV 92 (handball)
Le Berliner SV 92 est un club de handball, situé à Berlin en Allemagne. Il s'agit d'une des sections du BSV 92 Berlin.

## Palmarès
- Bundesliga (2) : 1963/1964, 1955/1956